# 鸚鵡螺號潛艇 (SS-168)

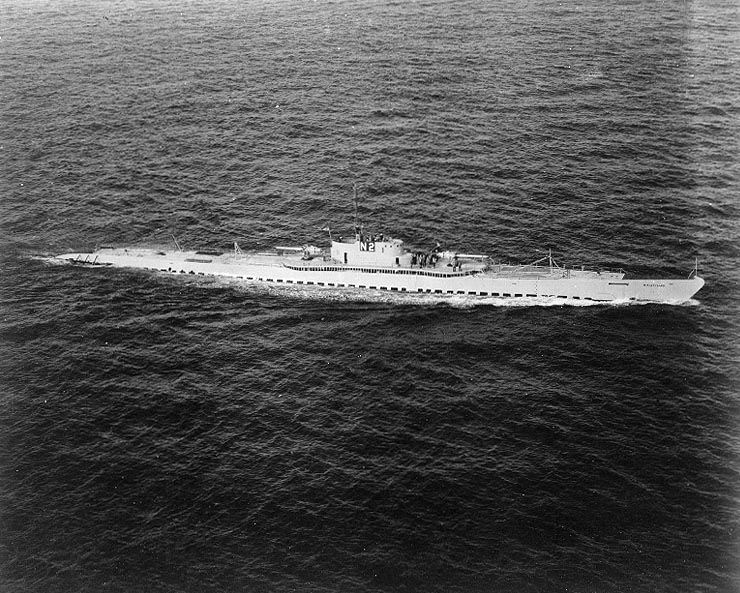
航行中的鹦鹉螺号潜艇（SS-168），摄于20世纪30年代早期

鹦鹉螺号潜艇（英語：USS Nautilus (SS-168)）是美国二战时期的獨角鯨级潜艇。它是第五艘以这个名字命名的美国海军舰艇。

## 建造过程与服役
鹦鹉螺号于1927年在马雷岛造船厂铺设，并于1930年投入使用。它最初仅编号为V-6号（SF-9），但在1931年更名为鹦鹉螺。
它是“V-Boote”(V型潜艇)中的一员，这是一组为远洋作战而设计的大型潜艇，其灵感来自于德国 U型潜艇。鹦鹉螺号的唯一姊妹舰是USS Narwhal ，其他“V-Boote”包括USS Barracuda 、 USS Bass 、 USS Bonita 、 USS Argonaut 、 USS Dolphin 、 USS Cachalot和USS Cuttlefish 。

## 服役历史
鹦鹉螺号在1930年代驻扎在珍珠港，在那里它是潜艇分队的旗舰，并定期参加海军演习和训练任务。1941年7月，该船在其造船厂进行了现代化改造，包括新的柴油发动机、空调和改进的无线电设备。翻新一直持续到1942年春天，因此珍珠港遭到袭击时该船不在母港。
翻新后，该船参加了太平洋战争。就在第一次巡逻时，这艘船参加了中途岛海战，它是美国唯一参加这场战役的潜艇。长期以来，人们一直认为它击沉了已经遭受重创的日本航空母舰加贺号。然而战后日本幸存者的证词证实，两枚鱼雷没有击中航母，第三枚是哑弹。向一艘战列舰发射的另外两枚鱼雷也没有击中目标。鹦鹉螺号的指挥官因参与了这场战斗而获得了海军十字勋章。在中途岛补给后，鹦鹉螺号继续巡逻，在那里他们击伤了一艘日本驱逐舰山风号和一艘油轮，在鹦鹉螺号因深水炸弹受损而返回珍珠港后，山风号沉没。
第二次巡逻鹦鹉螺号前往马金群岛。鹦鹉螺号和USS Argonaut号运送了一支海军特种部队进行了佯攻，两天后所有部队返回艇上。 两艘潜艇还为他们提供了火力支援，鹦鹉螺号在此过程中击沉了一艘巡逻艇和一艘汽艇。
下一次巡逻鹦鹉螺号进入日本水域。尽管恶劣的天气和技术问题造成了许多困难，鹦鹉螺号在这次任务中击沉了三艘日本货轮，并用舰砲击沉了三艘舢板，总计超过 12,000吨。这艘船继续航行了几天，尽管它在一次深水炸弹袭击后在水面上留下了油迹。

## 相关影视
- 决战中途岛